# Anaya nicobarensis
Anaya nicobarensis är en insektsart som beskrevs av William Lucas Distant 1910. Anaya nicobarensis ingår i släktet Anaya och familjen Flatidae. Inga underarter finns listade i Catalogue of Life.